# روب سوندرز
روب سوندرز (بالإنجليزية: Rob Saunders)‏ هو لاعب اتحاد الرغبي بريطاني، ولد في 5 أغسطس 1968 في نوتنغهام في المملكة المتحدة.

## وصلات خارجية
- روب سوندرز عل موقع إسبنسكروم (الإنجليزية)
- روب سوندرز على موقع ItsRugby.co.uk (الإنجليزية)